# Referéndum constitucional de Rusia de 2020

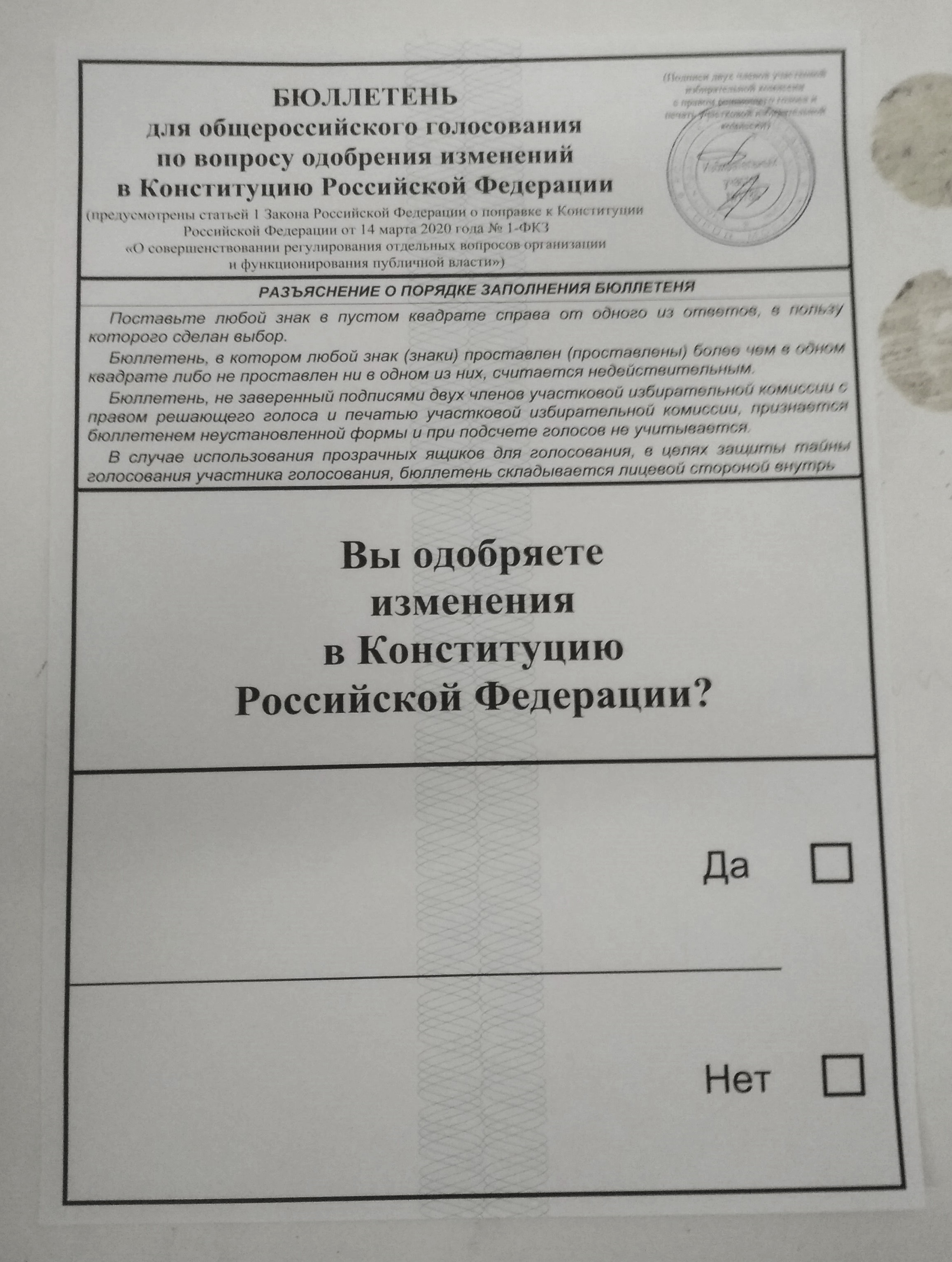
Papeleta de votación.

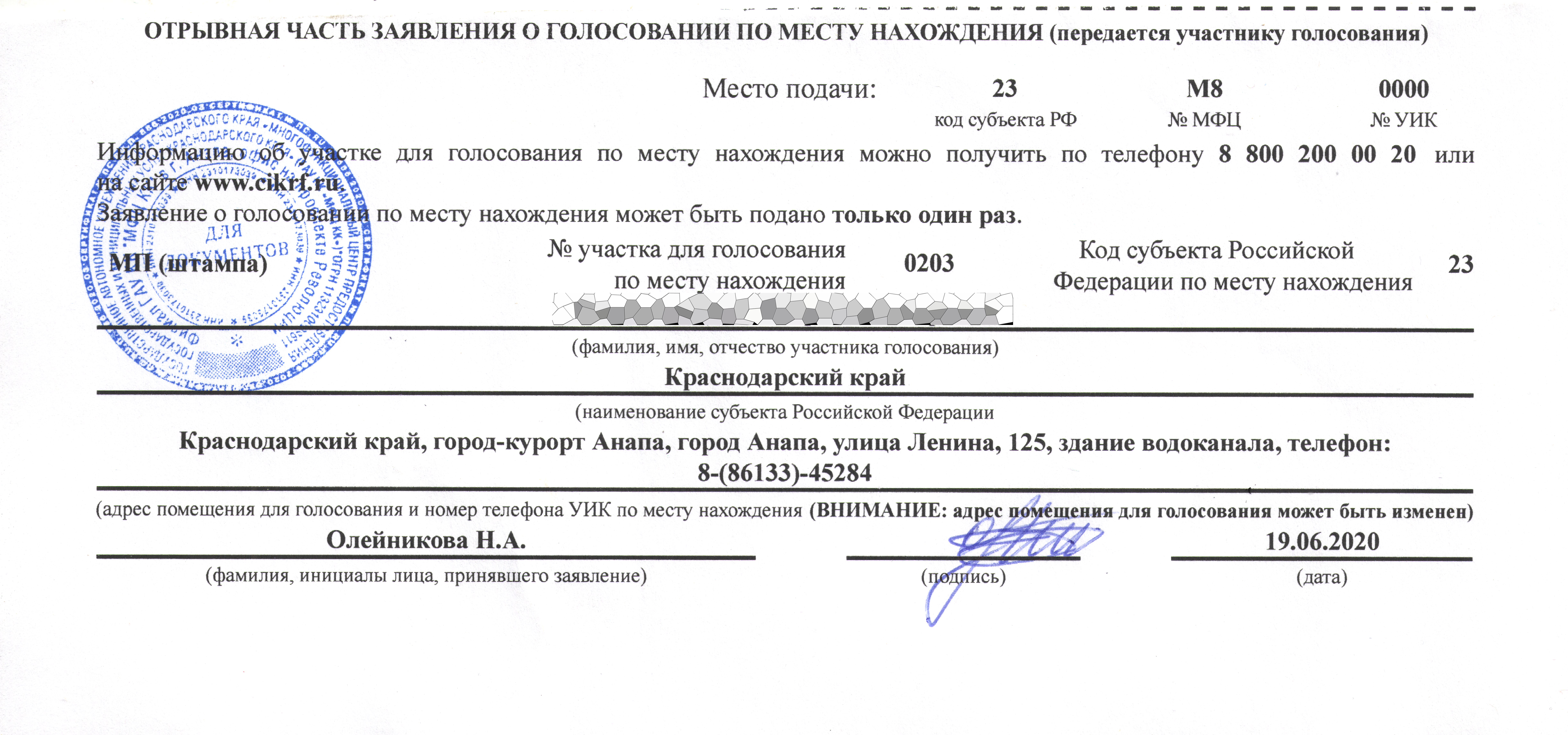
Documento que autoriza la votación en el lugar del desplazamiento.

El referéndum constitucional de Rusia de 2020 se llevó a cabo del 25 de junio al 1 de julio de 2020. El referéndum fue propuesto por el presidente Vladímir Putin durante su discurso ante la Asamblea Federal el 15 de enero de 2020. Los proyectos de enmiendas a la Constitución son sometidos a un referéndum de conformidad con el artículo 2 de la Ley sobre Enmiendas a la Constitución.
El referéndum se conoce legalmente como una «votación panrusa» (en ruso: общероссийское голосование - obscherossíyskoye golosovániye), procedimiento que no está contemplado en legislación vigente alguna y que no cumple los requisitos de un referéndum. El referéndum de 1993 sobre la adopción de la Constitución rusa se celebró de la misma manera. El referéndum de 2020 fue el primero desde la votación de 1993.
El referéndum estaba originalmente programado para el 22 de abril, pero debido a la pandemia de COVID-19 en el país, la votación se pospuso para una fecha posterior. Se había observado que la fecha de votación inicial coincidiera con el 150 aniversario del nacimiento de Vladímir Lenin.
Las enmiendas estipulan garantías sociales para los ciudadanos. Si se aprueban las enmiendas, la Constitución por primera vez mencionará, por ejemplo, que el matrimonio es exclusivamente la unión de un hombre y una mujer, así como la fe en Dios. El Consejo de Estado, que ahora es un órgano consultivo ante el presidente de Rusia que lo encabeza, verá ampliadas sus atribuciones. El idioma ruso pasará a ser el idioma del “pueblo constitutivo del Estado” (en ruso: государствообразующий народ - gosudarstvoobrazúyuschi narod). Se fortalecerá la institución de la presidencia. La palabra «consecutiva» se eliminará de la cláusula que limita el término de gobernar el país a «dos mandatos consecutivos». Al mismo tiempo, las enmiendas incluyen una que permite que un presidente vuelva a postularse para otros dos períodos presidenciales de seis años, algo que aún no ha descartado. Esta enmienda permitirá a Putin volver a presentarse a las elecciones presidenciales de 2024 y de 2030 lo que, en caso de ganarlas, le permitiría permanecer en el poder hasta 2036.
La votación presencial en las mesas de votación se llevó a cabo del 25 de junio al 1 de julio, y el 1 de julio fue declarado feriado como la fecha de votación real. Los residentes de la región de Moscú y Nizni Nóvgorod participaron en el evento de forma remota del 25 al 30 de junio.
Con el 98% de los votos contados, y con el 78% de votos a favor frente al 22% en contra, las enmiendas se aprobaron fácilmente.

## Enmiendas propuestas
Por primera vez, Vladímir Putin anunció posibles enmiendas a la Constitución durante su conferencia de prensa el 19 de diciembre de 2019. Aseguró que está listo para discutir el cambio de las normas constitucionales. En particular, habló sobre el fortalecimiento del papel del Parlamento y la cancelación de la cláusula sobre la «consecutividad» del artículo que regula el número máximo de mandatos.
Más detalladamente, Putin habló sobre las enmiendas durante su discurso ante el Parlamento el 15 de enero de 2020. Además de las enmiendas mencionadas durante la conferencia de prensa, Putin también propuso una serie de enmiendas para mejorar la política social y la administración pública. Inmediatamente después del discurso, Putin formó un grupo de trabajo para preparar enmiendas a la Constitución, que incluía a 75 personas, incluidos políticos, legisladores, académicos y figuras públicas.

### Lista
El 20 de enero de 2020, el presidente Vladímir Putin presentó el proyecto de enmiendas a la Duma del Estado. En total, se cambiarán 14 artículos. En general, se proponen las siguientes enmiendas:
- La Constitución de Rusia debe tener prioridad sobre el derecho internacional;
- La Duma Estatal (la cámara baja del Parlamento) deberá tener derecho a aprobar la candidatura del primer ministro (actualmente solo da su consentimiento para su nombramiento), la Duma Estatal también podrá aprobar a los candidatos de vice primeros ministros y ministros Federales, el presidente no podrá rechazar su nombramiento, pero en algunos casos podrá destituirlos de su cargo;
- Las personas que ocupan "cargos importantes para garantizar la seguridad del país" (presidente, ministros, jueces, jefes de regiones) no deben tener ciudadanía extranjera o permiso de residencia en otros países, ni en el momento de su trabajo en el cargo ni, en el caso del presidente, en cualquier momento antes;
- Un candidato presidencial debe vivir en Rusia durante al menos 25 años (actualmente 10 años);
- El Consejo de la Federación (la cámara alta del Parlamento) podrá proponer al Presidente que destituya a los jueces federales; en algunos casos, el Consejo de la Federación, a propuesta del Presidente, tendrá derecho a destituir a los jueces de los tribunales constitucionales y supremos;
- Los jefes de los organismos encargados de hacer cumplir la ley deben ser nombrados por el presidente en consulta con el Consejo de la Federación;
- El salario mínimo no puede ser inferior al mínimo de subsistencia;
- Indexación regular de pensiones;
- Consolidación del estado y el papel del Consejo de Estado (actualmente es solo un órgano consultivo y no está prescrito en la Constitución);
- Otorgar a la Corte Constitucional la capacidad de verificar la constitucionalidad de las leyes adoptadas por la Asamblea Federal de la Federación de Rusia a solicitud del Presidente antes de que sean firmadas por él;
- Eliminar la cláusula "consecutivos" del artículo que regula el número máximo de mandatos presidenciales,
- Definir el matrimonio como una relación entre un hombre y una mujer.[28]
- Establecer el estatus de lengua oficial al idioma ruso en la Constitución de Rusia.[29][30]

## Propuesta de adopción sin referéndum
La Constitución de la Federación de Rusia fue aceptada en votación nacional, el 12 de diciembre de 1993 y consta de nueve capítulos. El orden de revisión de los capítulos 1, 2 y 9 se prescribe en el artículo 135 de la Constitución y requiere la convocatoria de la Asamblea Constitucional para la adopción de una nueva Constitución. El procedimiento para enmendar los Capítulos 3 a 8 se define en el Artículo 136 y requiere la adopción de la Ley sobre enmiendas a la Constitución de la Federación de Rusia de acuerdo con un procedimiento similar (pero no idéntico debido al requisito de ratificación de la enmienda por parte de los organismos legislativos regionales) a la adopción de una ley constitucional federal.
Se han realizado varias enmiendas a la Constitución desde su promulgación. Las más grandes fueron las enmiendas propuestas en el mensaje presidencial de 2008. Otras enmiendas incluyeron una enmienda para fusionar los Tribunales Supremo y Supremo de Arbitraje, así como la enmienda para nombrar un grupo adicional de miembros del Consejo de la Federación («representantes de la Federación de Rusia») por el presidente. La Constitución también fue enmendada en relación con la formación o liquidación de las entidades constituyentes de la Federación, así como con su renombramiento.
Putin señaló que el parlamento de Rusia es legalmente capaz de cambiar la Constitución, pero considera que es necesario una votación nacional para que las enmiendas sean legítimas. Mientras Putin dijo que el paquete de enmiendas debería someterse a votación a nivel nacional, el portavoz del Kremlin, Dmitri Peskov, dijo que la votación no implica un referéndum. El 20 de enero, Putin presentó un proyecto de ley sobre enmiendas constitucionales a la Duma Estatal (la cámara baja del parlamento). La enmienda de la Constitución propuesta por Putin no requiere un referéndum ni la convocatoria de la Asamblea Constitucional de Rusia, según ciertos juristas.

## Propuesta de votación consultiva en toda Rusia

### Terminología
La actual Constitución de la Federación de Rusia fue adoptada por «votación nacional» el 12 de diciembre de 1993. Este es un término oficial con significado legal. Las enmiendas o una nueva constitución también pueden adoptarse mediante «votación nacional».

Раздел второй
Заключительные и переходные положения
1. Конституция Российской Федерации вступает в силу со дня официального ее опубликования по результатам всенародного голосования.
Segunda sección
Disposiciones finales y transitorias
1. La Constitución de la Federación de Rusia entrará en vigor el día de su publicación oficial sobre la base de los resultados de una votación popular.
(Texto original en ruso)
Constitución Política de la Federación de Rusia de 1993

El artículo 3 de la Constitución de Rusia de 1993 dice:

Высшим непосредственным выражением власти народа являются референдум и свободные выборы.
(Texto original en ruso)
Parte 3 del artículo 3 de la Constitución de Rusia de 1993

El Capítulo 9 (sobre ENMIENDAS CONSTITUCIONALES Y REVISIÓN DE LA CONSTITUCIÓN) dice:

Если предложение о пересмотре положений глав 1, 2 и 9 Конституции Российской Федерации будет поддержано тремя пятыми голосов от общего числа членов Совета Федерации и депутатов Государственной Думы, то в соответствии с федеральным конституционным законом созывается Конституционное Собрание.
3. Конституционное Собрание либо подтверждает неизменность Конституции Российской Федерации, либо разрабатывает проект новой Конституции Российской Федерации, который принимается Конституционным Собранием двумя третями голосов от общего числа его членов или выносится на всенародное голосование. При проведении всенародного голосования Конституция Российской Федерации считается принятой, если за нее проголосовало более половины избирателей, принявших участие в голосовании, при условии, что в нем приняло участие более половины избирателей.
2. Si la propuesta de revisar las disposiciones de los capítulos 1, 2 y 9 de la Constitución de la Federación de Rusia fuese apoyada por tres quintos del número total de miembros del Consejo de la Federación y los diputados de la Duma del Estado, entonces, de conformidad con la ley constitucional federal, se convoca a una Asamblea Constitucional.
3. La Asamblea Constitucional confirmará la inmutabilidad de la Constitución de la Federación de Rusia o desarrollará un proyecto sobre una nueva Constitución de la Federación de Rusia, que será adoptada por la Asamblea Constitucional por dos tercios de los votos del número total de sus miembros o se somete a votación popular. Cuando se realiza una votación popular, la Constitución de la Federación de Rusia se considerará como adoptada si más de la mitad de los votantes que participaron en la votación votaron a favor, siempre que más de la mitad de los votantes participara en ella.
(Texto original en ruso)
Artículo 135 de la Constitución de Rusia de 1993

Por lo tanto, los términos «referéndum» (ruso: референдум, romanizado: referéndum), «elecciones libres» (ruso: свободные выборы, translit.: svobódnyie výbory) y «votación popular» (ruso: всенародное голосование, translit.: vsenaródnoye golosovániye) están previstos por la Constitución. La participación de más del 50%  del censo electoral es obligatoria para la «votación popular» de acuerdo con el Artículo 135 de la Constitución de Rusia de 1993.
Sin embargo, al no haberse convocado la Asamblea Constitucional, la convocatoria de la actual «votación panrusa» (en ruso: общероссийское голосование, obscherossíyskoye golosovániye) no se ajusta a lo estipulado en el Capítulo 9 de la Constitución: "... de conformidad con la ley constitucional federal, se convoca a una Asamblea Constitucional" y esta "desarrollará un proyecto sobre una nueva Constitución de la Federación de Rusia".
La Ley Constitucional Federal sobre el Referéndum fue adoptada en 1995 siendo modificada con posterioridad. Exige un período de campaña, más del 50% de participación y los estándares electorales democráticos internacionales son obligatorios para un referéndum. Los resultados de un referéndum son obligatorios y no se pueden cambiar a menos que se haga un nuevo referéndum. Estas y otras premisas que marca la ley no han sido cumplidas en la convocatoria y realización de la actual «votación panrusa». Un referéndum consultativo no está previsto en la Constitución rusa.

### Votación panrrusa
Las enmiendas a la Constitución no requieren un referéndum ni una convocatoria de la Asamblea Constitucional, sino una «votación panrrusa» (en ruso: общероссийское голосование, translit.: obshcherossískoye golosovániye) que está prevista en el artículo 2 de la Ley sobre la introducción de enmiendas a la Constitución de Rusia.

## Procedimiento de votación

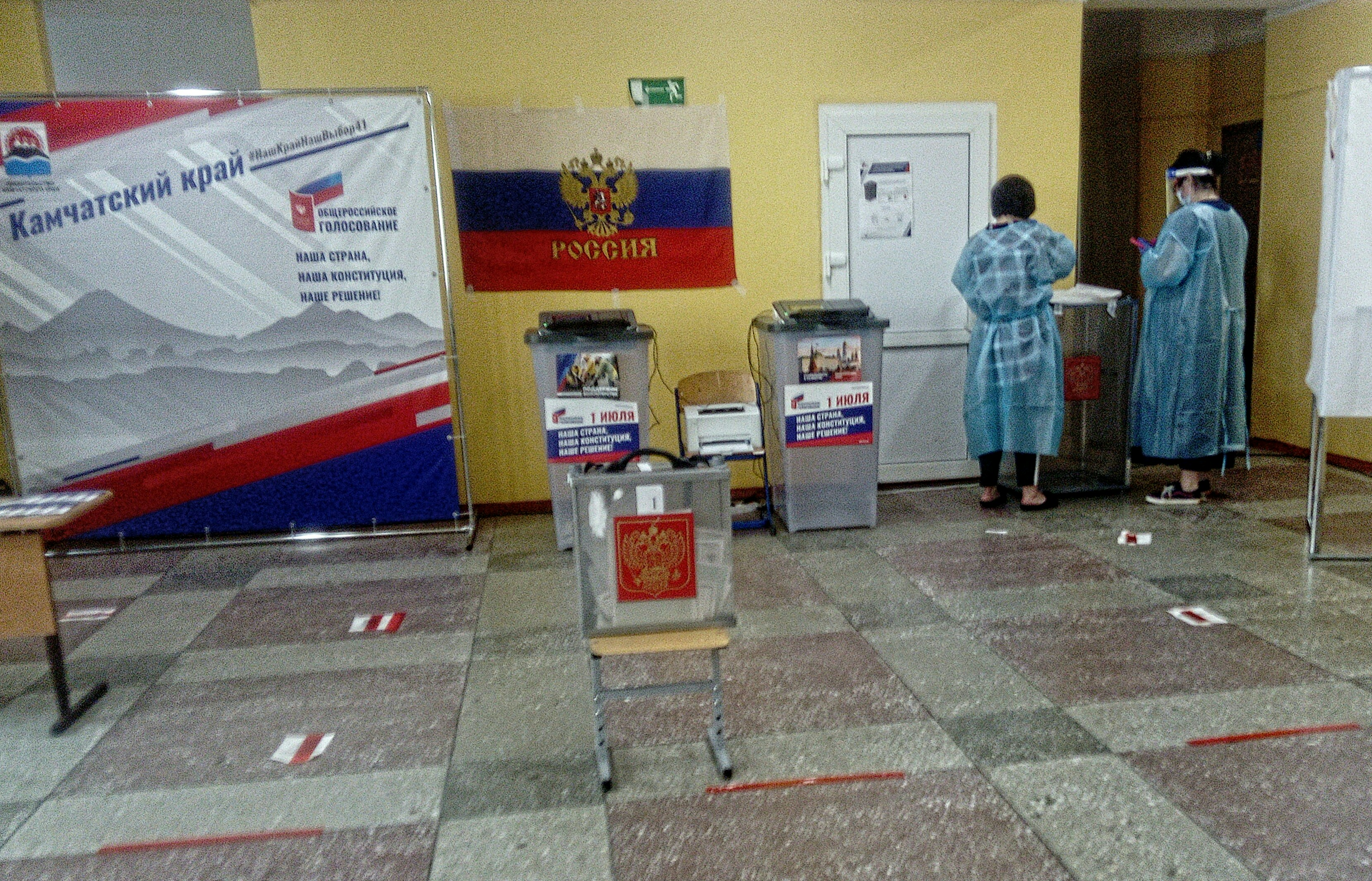
Estación de votación en el Krái de Kamchatka

En relación con la pandemia de COVID-19, se han tomado medidas anti-epidemiológicas especiales por recomendación del Rospotrebnadzor (Servicio Federal de Supervisión de Protección de los Derechos del Consumidor y el Bienestar Humano). La votación extendida es una de esas medidas. Del 25 al 30 de junio se llevará a cabo la llamada «votación antes del día de votación», que reduce el número de votantes que están en la mesa de votación al mismo tiempo. Por razones de seguridad, la temperatura corporal se medirá antes de ingresar a la mesa electoral, y las mesas electorales contarán con máscaras y guantes desechables, desinfectantes, plumas desechables, alfombras desinfectantes y marcas de distancia social.
Además, el 2 de junio en una reunión de la Comisión Central Electoral (CEC) se propuso varias opciones de votación: fuera del Recinto del Comité Electoral (PEC) vinculado a la dirección de registro a través del esquema de Votante Móvil; fuera de la mesa electoral (en los territorios adyacentes), así como la votación sin contacto desde casa. En el marco de este plebiscito, no se necesita una razón válida para votar desde casa, y el PEC está de acuerdo con el votante en el momento preferido. Estas opciones de votación están disponibles no solo el 1 de julio, sino también del 25 al 30 de junio. La presentación de la solicitud está abierta hasta el 21 de junio, para este propósito se debe presentar una solicitud (incluida una por teléfono) para votar en el lugar preferido: a la Comisión Electoral Territorial (TEC), PEC, Centro Multifuncional de Servicios Públicos (MFC) o a través del portal de Servicios del Estado (Gosuslugi). También hay medidas de seguridad para quienes votan desde su hogar: los miembros de la comisión y los observadores no ingresarán a apartamentos o casas. Llevarán equipo de protección personal y también deberán proporcionar al votante un kit con una máscara, guantes, un bolígrafo y un desinfectante.
La votación electrónica a distancia (REV), disponible en 2 regiones, la región de Moscú y Nizni Nóvgorod, se probó por primera vez en las elecciones de la Duma de la ciudad de Moscú en 2019. La presentación de la solicitud fue hasta las 2 p. m. del 21 de junio. La votación continuará desde la mañana del 25 de junio hasta el final del día el 30 de junio. Los votantes que se hayan registrado en los portales mos.ru y gosuslugi.ru después del 5 de junio no podrán participar en la votación electrónica para evitar la votación «manipulada». Solo aquellos usuarios que hayan aprobado con éxito el control y la comparación con los datos en las «Elecciones» del Sistema de Automatización del Estado podrán votar. Las cuentas con números de teléfono modificados recientemente también se bloquearán. Se ha creado un portal unificado 2020og.ru y una comisión territorial especial para la votación electrónica remota.
Se seleccionará un método de votación especial en los lugares de votación en el extranjero. Cada embajada y consulado determinarán por sí mismos si es posible organizar la votación hasta el 1 de julio.
Tres categorías de participantes pueden observar y controlar la votación: miembros de la comisión de votación, observadores y representantes de los medios. Las comisiones del distrito electoral se forman por adelantado, las cámaras públicas regionales pueden enviar observadores a la votación panrrusa de acuerdo con las solicitudes presentadas de antemano, y los representantes de los medios de comunicación deben llegar a un acuerdo con el consejo editorial a más tardar dos meses antes de la cita de votación. Se dice que en la etapa preliminar de votación, la CCA publicará datos diarios sobre la participación, los votos a favor y en contra se contarán solo después del final de la votación el 1 de julio.

## Encuestas de opinión
Los resultados de la encuesta muestran una gran variación en los pronósticos de participación y la decisión final sobre las enmiendas. Los expertos atribuyen la diferencia a varios factores: las peculiaridades de la redacción de las preguntas y la orientación inicial hacia diferentes audiencias. Una parte de la población expresa desconfianza en los datos de las encuestas, una tendencia a largo plazo hacia una disminución de la confianza en los datos de las encuestas de opinión. Sin embargo, la última encuesta de VTsIOM del 15 de junio registró que el 83% de los encuestados conocía la fecha de la votación de todos los rusos, el 68% de los encuestados expresó su intención de votar, el 17% no planeaba votar.
| Fecha(s) de encuesta     | Entrevistador | A favor de las enmiendas | En contra de las enmiendas | Indeciso/no sabe | Lidera por % | Notas |
| ------------------------ | --- | --- | --- | --- | --- | --- |
| 22-24 de mayo de 2020    | Levada Center | 44% | 32% | 24% | 12% | |
| 23 de mayo de 2020       | Facebook | 36% | 40% | 24% | -16% | |
| 22 de mayo de 2020       | WCIOM | 61% | 22% | 17% | 39% | Solo aquellos que piensan votar |
| 20 de mayo de 2020       | Super Job | 18% | 42% | 28% | -14% | |
| 24-27 de abril de 2020   | Levada Center | 47% | 31% | 22% | 16% | |
| 24-26 de abril de 2020   | CIPKR | 35% | 26% | 37% | 2% | |
| 17 de abril de 2020      | WCIOM | 50% | 26% | 24% | 24% | |
| 2 de abril de 2020       | CIPKR | 37% | 25% | 34% | 12% | |
| 19-25 de marzo de 2020   | Levada Center | 40% | 34% | 26% | 6% | |
| 19-25 de marzo de 2020   | Levada Center | 45% | 41% | 14% | 4% | Muestra de una nueva pregunta redactada que menciona una enmienda que permitiría a Putin volver a reelegirse en 2024                    |
| 11 de marzo de 2020      | WCIOM | 46% | 16% | 38% | 49% | |
| 10 de marzo de 2020      | El presidente Vladimir Putin apoya la enmienda a la Constitución para restablecer los términos sobre el mandato del presidente de Rusia | El presidente Vladimir Putin apoya la enmienda a la Constitución para restablecer los términos sobre el mandato del presidente de Rusia | El presidente Vladimir Putin apoya la enmienda a la Constitución para restablecer los términos sobre el mandato del presidente de Rusia | El presidente Vladimir Putin apoya la enmienda a la Constitución para restablecer los términos sobre el mandato del presidente de Rusia | El presidente Vladimir Putin apoya la enmienda a la Constitución para restablecer los términos sobre el mandato del presidente de Rusia | El presidente Vladimir Putin apoya la enmienda a la Constitución para restablecer los términos sobre el mandato del presidente de Rusia |
| 7 de marzo de 2020       | CIPKR | 29% | 17% | 52% | 23% | |
| 3 de marzo de 2020       | WCIOM | 55% | 12% | 33% | 30% | Solo aquellos que piensan votar |
| 20–26 de febrero de 2020 | Levada Center | 25% | 10% | 37% | 12% | |
| 12 de febrero de 2020    | WCIOM | 46% | 16% | 38% | 30% | |
| 29–31 de enero de 2020   | Levada Center | 72% | 13% | 15% | 59% | |

## Votación
Según la CEC, para el 28 de junio el número total de votantes era de 30 917 512 personas, incluidos 903 300 de personas que votaron en línea. La participación general fue del 28.46 %, y el 77.06 % de esa cantidad fueron votos en línea.
El Centro de Investigación de Opinión Pública de Rusia (WCIOM) ha presentado el resumen de cuatro días del proceso de votación. La encuesta se realizó en 800 centros de votación en torno a 25 sujetos federales de la Federación de Rusia.
| Fecha de encuesta      | Entrevistador | N.º de encuestados | A favor | En contra | Indeciso/no sabe | Gana por % | Notas |
| ---------------------- | ------------- | ------------------ | ------- | --------- | ---------------- | ---------- | ----- |
| 25-28 de junio de 2020 | WCIOM         | 163 100            | 76%     | 23.6%     | 29.4%            | 51.9%      |       |

## Resultados

Resultados por sujeto federal.

| Votos                              | %           |       |
| ---------------------------------- | ----------- | ----- |
| Sí                                 | 57,747,288  | 78.56 |
| No                                 | 15,761,978  | 21.44 |
| Inválido/voto en blanco            | 604,951     | -     |
| Total                              | 74,114,217  | 100   |
| Votantes registrados/participación | 109,188,907 | 67.88 |
| Fuente: CEC                        |             |       |